# Aerenea bimaculata
Aerenea bimaculata là một loài bọ cánh cứng trong họ Cerambycidae.